# ガラス固化体
ガラス固化体（ガラスこかたい、英: vitrified radioactive waste, radwaste）とは、高レベル放射性廃棄物をガラスとともに融解し、ステンレス製のキャニスター（容器）へ注入・固化させたものである。核燃料サイクルの最終工程である地層処分の為の最終梱包・処理形態であり、高レベル放射性廃棄物に対するこれ以降の加工処理はない。

## 概要
日本のように使用済み核燃料を再処理する方針をとる国では、再処理工場における工程で高レベルの放射性廃液がでる（アメリカ合衆国のように使用済み核燃料の再処理をせず直接処分をする国の場合は、使用済み核燃料がそのまま高レベル放射性廃棄物となる）。再処理工場では、この廃液を濃縮してガラス成分と混ぜ、溶かしたものをステンレス製キャニスターに注入して固化させる。製造（冷却固化）後のステンレス製キャニスターに入ったガラス固化体は、致死レベルの放射能を持っており、高熱を発している。
ステンレス製キャニスターは一時冷却貯蔵期間（30-50年間）の腐食などを考慮して、ドラム缶の板厚の数倍の肉厚5-6 mmとなっている。日本原燃の六ヶ所再処理工場および海外の再処理工場から返還されるものは直径43 cm、高さ134 cm、総重量約500 kg（正味重量400 kg）、容量170リットルでドラム缶（200リットル）より細長く容量は少し小さい。日本原子力研究開発機構（茨城県東海村）のものは原燃のものより小さく総重量約400 kgである。　以下、特に明記がない場合はガラス固化体は原燃規格の物を指す。
参考までに、後述する「オーバーパック」と呼ばれるガラス固化体の収納容器は直径約80 cm、高さ約170 cm、壁厚約19 cm、重さ約6トンの金属容器である。材料には炭素鋼、チタン、銅が検討されている。このオーバーパックにより1,000年間の放射性物質の密封が可能と目されている。
1本のガラス固化体に含まれる高レベル放射性廃棄物は、1%品位のウラン鉱石約600トン（ウラン6トン）から作られた核燃料（濃縮ウラン0.8-1.4トン）からの廃棄物に相当する。
2013年5月27日、日本原燃はガラス固化試験を終了したと発表。

## ガラス固化体の放射能
ガラス固化体1本あたりの放射能の経時変化は、製造直後は平均4x1015（4000兆）Bq、最大45x1015（4京5000兆）Bqで、100年後に1/10の4x1014 Bq、1000年後に1x1013 Bq、1万年後に2x1012 Bq、10万年後に7x1011 Bq、100万年後に3.5x1011 Bq、1千万年後に1.5x1010 Bq、1億年後に8x108（8億）Bqへと減衰する
。注：数値はリンク先の対数グラフの目測であり正確な数値ではない。
＜参考値＞
福島第一原発事故により大気中に放出された放射性物質の放射能は、570x1015 Bqと見積もられており、これは平均ガラス固化体143本分に相当する。最大放射能のガラス固化体では13本相当となる。
資源エネルギー庁では製造直後のガラス固化体の放射線の人体に及ぼす影響は、その表面では1,500 Sv/hで、これは約20秒で100%が死亡するとされる7 Svの被曝を生じる線量であり、50年後に1/5（表面線量は1/9の160 Sv/h）、千年後に1/3,000、数万年後にウラン鉱石と同レベルになると推定している。

### 放射能の遮蔽
製造直後の高レベルの放射能のガラス固化体の場合、固化体から1 mの所の厚さ1.5 mのコンクリートの壁で放射線管理区域（閾値約0.0006 mSv/h）以下の被曝に減衰する。
50年間の冷却後の地層処分の際には、ガラス固化体はさらにオーバーパックと呼ばれる壁厚16-19 cmほどの金属容器に収納される。オーバーパックに収納されたガラス固化体の表面線量は、約0.0027 Sv/h (2.7 mSv/h)で、この場合は1 mの所の厚さ80 cmのコンクリートの壁で放射線管理区域以下に減衰する。

## 固化体の温度
ガラス固化体では内部にある放射性核種の放射性崩壊が続いており、ガラス固化体製造直後の発熱量は約2,300 W（600 Wの電気コンロ4台弱相当）で、固化体の表面温度は200℃以上になる。この高温のために新しい固化体は地層処分には不適格であり、30-50年間冷却して発熱量が560-350 Wに減ったところで地層処分される予定である。

## 発生量
注：以下固化体の数量に関しては、数多くある原子力関連省庁・法人等での報告年度が異なるのみでなく誤報も頻発しているので不整合になっており、更新が必要である。
日本では2011年の時点で、使用済み核燃料の大半が再処理待ちの状態で各原子力発電所等で貯蔵されている。資源エネルギー庁では、2009年末までの日本国内の原発で使用された核燃料を全数再処理した場合、23,100本のガラス固化体になると推定している。その内1割弱のガラス固化体2,200本相当の使用済み核燃料はフランスのアレヴァと英国核燃料会社に送られており、2008年末までにフランスから1,310本が返還されている。また原子力発電所の運転により、毎年1,300-1,600本分相当の使用済み核燃料が増えていくと推定している。
原子力委員会では、2030年には7万本となると推定していた。
資源エネルギー庁では、2008年末に六ヶ所高レベル放射性廃棄物貯蔵管理センターに1417本、東海村に247本の計1,664本のガラス固化体があったと報告している。一方、原子力安全基盤機構は、2010年3月末時点で六ヶ所村に1338本があると報告している。
六ヶ所再処理工場が本格稼働すると、年間800トンの使用済み核燃料の再処理から、約1,000本のガラス固化体が発生すると予想されているが、この処理能力では年間の発生量1,300-1,600トン以下であり、既に溜まっている一万数千トンの使用済み核燃料の処理には遠く及ばない。

## 地層処分費用
原子力発電環境整備機構では、2021年頃に貯まると見込まれる約4万本のガラス固化体の処分費用を、約3兆円と見積もっている。これは固化体1本当たり7,500万円に相当する。ただしこの試算には地層処分の研究開発費などの初期費用も含まれているので、処理量が増えるほど1本あたりの費用は少なくなる。この処分費用は、各電力会社が毎年の使用済み核燃料の発生量に応じて拠出金を積み立てており、この拠出金で充当される。

## 輸送
ガラス固化体の輸送の際には放射能遮蔽だけではなく、火災、落下、海水による腐食などを考慮した、固化体収納本数20-28本の専用輸送容器（キャスク、総重量113.5トン）に収納され輸送される。輸送に使用される船も放射性物質専用の輸送船でむつ小川原港へ荷揚げされ、専用トラックで専用道路を通って六ヶ所高レベル放射性廃棄物貯蔵管理センターへ搬入される。

## 日本以外での研究・実施
中華人民共和国の国家原子力機構によると、中国初のガラス固化施設が四川省広元市で稼働した。固化体製造時の混合液の温度は1,100℃以上という。